# Lindevallei
De Lindevallei (Stellingwerfs: Lendevallei) is een natuurgebied ten zuiden van Wolvega in de provincie Friesland. De eerste stukken moerasland kwamen rond 1940 in bezit van It Fryske Gea.
Tot 2007 is door de natuurbeschermingsorganisatie 785 hectare in het beekdal van de rivier de Linde (Stellingwerfs: Lende) verworven. Daaronder zijn de Helomapolder, Driessenpolder, Gorterspolder, Lindepoolder, het Botkereservaat, Onland en het Oude Stroomdal. Het gebied strekt zich ruwweg uit van De Hoeve tot voorbij de Driewegsluis bij Nijetrijne en maakt deel uit van de 'natte as' van moerasgebieden op de grens van Friesland en Overijssel. Het natuurbeleid is er op gericht de Weerribben en de Wieden in Noordwest-Overijssel via de Lindevallei met de Rottige Meente in Friesland te verbinden.
Tussen 1922 en 1927 werd de Linde gekanaliseerd, waarbij grote delen van het beekdal werden ontgonnen. De ontginning bleek funest voor de natuurhistorische waarden in het beekdal. Met een systeem van sloten, stuwen en kleppen werd in het natuurreservaat verdroging tegengegaan. In de 21e eeuw zijn ook een aantal oude meanders van de rivier weer open gelegd. De Lindevallei is rijk aan elzenbroekbos. De boomgroei nam sterk toe door de verdroging het en het verlanden van petgaten. Aan de nog overgebleven petgaten groeien water- en moerasplanten als grote boterbloem, noordse zegge, waterviolier en kransvederkruid. Ook veel libellensoorten vinden hier een leefgebied.
De Lindepoolder is een grote plas in het rond 1930 ontgonnen petgatengebied. In 1990 werd dit agrarisch gebied aangekocht door It Fryske Gea. Door het water niet meer uit de polder te pompen werd die aantrekkelijk voor moerasvogels als zwarte stern en blauwborst, maar ook voor watervogels als fuut en krakeend. Ook vonden weidevogels als kievit en wulp, en bosvogels als grote bonte specht en havik een geschikte plek in het gevarieerde landschap.

## Molen en sluis
De achtkante watermolen bij de Blessebrug kreeg na restauratie in 1991 de naam ‘De Gooijer’. Geert Gooijer was de vroegere molenaar en opzichter van It Fryske Gea in dit gebied. In de Helomapolder bevindt zich het Helomasluisje, een 18e-eeuwse houten veensluis. Met dit sluisje werden de turfpramen geschut die de gewonnen turf via de Linde afvoerden. Het wordt uit cultuurhistorisch oogpunt in stand gehouden.
Aeltsjemar
· De Alde Feanen
· Bakkeveense Duinen
· Bancopolder
· Bekhofschaans
· Bjirmen
· Blauhúster Puollen
· Bocht fan Molkwar
· Botmar
· Bouwepet
· Buismans Einekoai
· Bûtenfjild
· Van Coehoornbosk
· Delleboersterheide
· Diakonieveen
· Dobbe Stienser Aldlân
· Dobben Hurdegarypsterwarren
· Dunegeaster- en Follegeasterpolder
· Dyksfearten
· Eanjumerkolken
· Easterskar
· Einekoai Piaam
· Einekoaien Lytse Geast
· De Fluezen
· Grikelân en Turkije
· Grutte Wielen
· Heide Hulstreed
· De Hon
· Huitebuersterbûtenpolder
· Joodse begraafplaats Tacozijl
· Joodse begraafplaats Noordwolde
· Kapellepôle
· Ketelermar
· Ketliker Skar
· Kobbelân
· Lendebos
· Lindevallei
· Liphústerheide
· Makkumersúdmar
· Makkumerwaarden
· Mandefjild
· Martenastate
· Meulebos
· Meulereed
· Mokkebank
· Mûntsebuorsterpolder
· Noard-Fryslân Bûtendyks
· 't Oerd
· Ottema Wiersma reservaat
· Park Huize Olterterp
· Park Jongemastate
· Peazemerlannen
· Petgatten De Feanhoop
· Polders Koarnwert
· Ringwiel
· Rysterbosk
· De Ryp
· Schaopedobbe
· Séfonsterpolder
· Sippen-finnen
· Skiedingsboskje
· Slachtedyk
· Steile Bank
· Stokersdobbe
· Sudermarpolder
· Syp Set
· Taconisbosk
· Tsjongerwâlen
· Teroelster Sipen
· Unlân fan Jelsma
· Van Asperen einekoaien
· Warkumermar
· Warkumerwaard
· 't West
· Wilhelmina-oard
· Ychtenerfeanpolder